# Elecciones federales de México de 2021 en Yucatán
Las elecciones federales de México de 2021 en Yucatán se llevaron a cabo el domingo 6 de junio de 2021, y en ellas se renovaron los siguientes cargos de elección popular:
- 5 diputados federales. Miembros de la cámara baja del Congreso de la Unión. Cinco elegidos por mayoría simple. Todos ellos electos para un periodo de tres años a partir del 1 de agosto de 2021 con la posibilidad de reelección por hasta tres periodos adicionales.

## Resultados electorales

### Diputados federales por Yucatán

#### Diputados Electos
| Distrito | Candidato                             | Partido | Tipo de elección |
| -------- | ------------------------------------- | ------- | ---------------- |
| 1        | Sergio Chale Cauich                   |         | Mayoría relativa |
| 2        | Mario Xavier Peraza Ramírez           |         | Mayoría relativa |
| 3        | Rommel Pacheco                        |         | Mayoría relativa |
| 4        | Cecilia Patrón Laviada                |         | Mayoría relativa |
| 5        | Consuelo del Carmen Navarrete Navarro |         | Mayoría relativa |

#### Resultados
|  | 34.47 % |

|  | 26.57 % |

|  | 23.52 % |

|  | 3.00 % |

|  | 2.57 % |

|  | 2.27 % |

|  | 1.55 % |

|  | 1.45 % |

|  | 1.43 % |

|  | 0.50 % |

|  | 2.63 % |

|  | 0.03 % |

|  | 100 % |

|  | 63.82 % |

## Resultados por distrito electoral

### Distrito 1. Valladolid
|  | 38.14 % |

|  | 28.72 % |

|  | 23.27 % |

|  | 1.54 % |

|  | 1.51 % |

|  | 1.12 % |

|  | 1.04 % |

|  | 0.99 % |

|  | 0.93 % |

|  | 0.51 % |

|  | 2.20 % |

|  | 0.03 % |

|  | 100 % |

### Distrito 2. Progreso
|  | 35.48 % |

|  | 25.82 % |

|  | 22.07 % |

|  | 4.75 % |

|  | 3.60 % |

|  | 2.98 % |

|  | 1.76 % |

|  | 0.62 % |

|  | 2.91 % |

|  | 0.02 % |

|  | 100 % |

### Distrito 3. Mérida
|  | 32.28 % |

|  | 31.05 % |

|  | 26.70 % |

|  | 1.84 % |

|  | 1.18 % |

|  | 1.06 % |

|  | 0.86 % |

|  | 0.90 % |

|  | 0.78 % |

|  | 0.41 % |

|  | 2.91 % |

|  | 0.05 % |

|  | 100 % |

### Distrito 4. Mérida
|  | 48.44 % |

|  | 24.86 % |

|  | 17.02 % |

|  | 2.42 % |

|  | 1.00 % |

|  | 1.29 % |

|  | 0.91 % |

|  | 0.66 % |

|  | 0.65 % |

|  | 0.34 % |

|  | 2.37 % |

|  | 0.06 % |

|  | 100 % |

### Distrito 5. Ticul
|  | 32.62 % |

|  | 29.08 % |

|  | 22.95 % |

|  | 4.69 % |

|  | 4.14 % |

|  | 1.87 % |

|  | 1.25 % |

|  | 0.59 % |

|  | 2.79 % |

|  | 0.02 % |

|  | 100 % |